# Randy Larsen

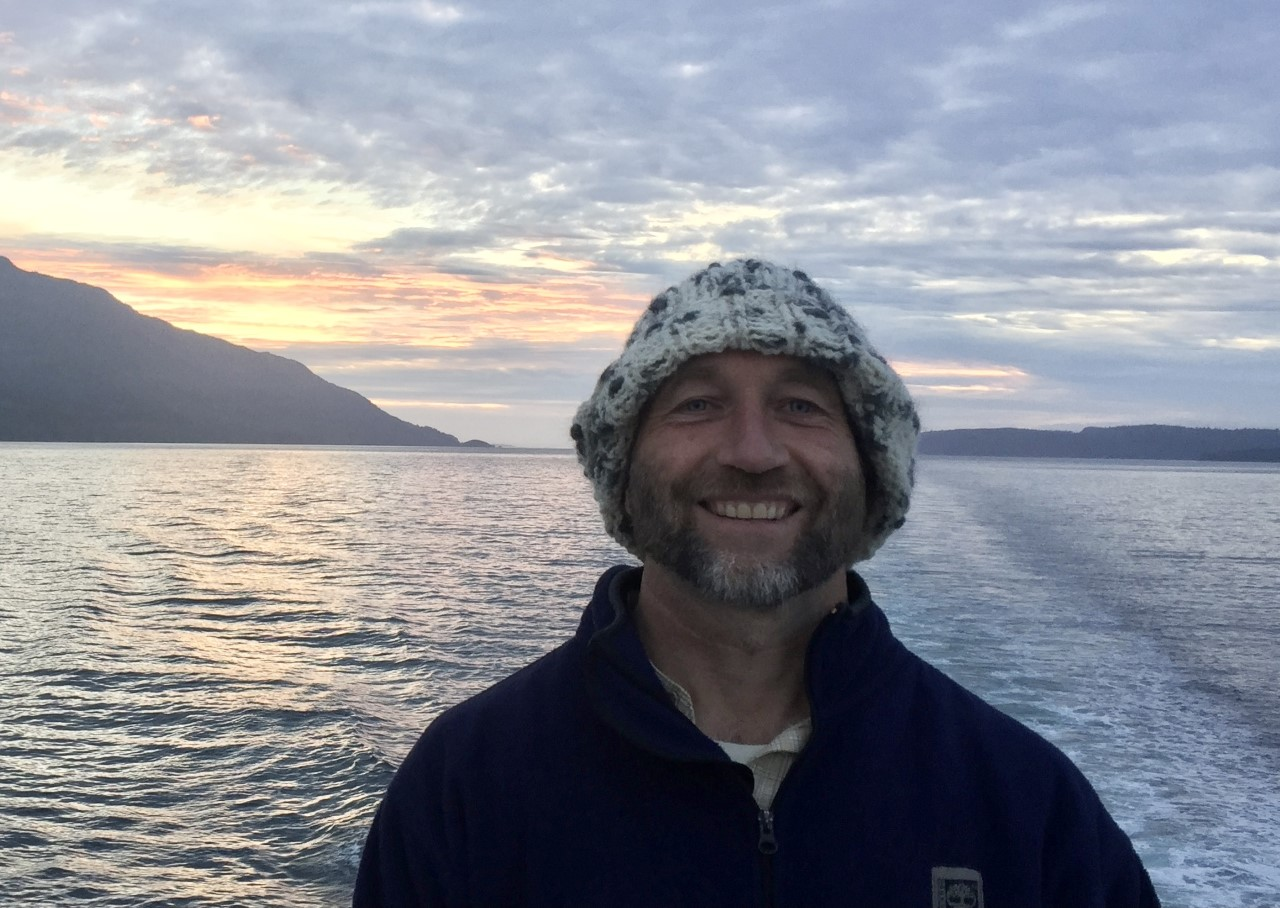
Larsen im Juni 2021 in der Inside Passage in Alaska.

Richard R. „Randy“ Larsen (* 22. Januar 1961 in Concord, Kalifornien) ist ein US-amerikanischer Philosoph und Hochschuldozent sowie ehemaliger Hörfunkproduzent, der seit 2000 an der California State University in Chico lehrt. Seine Forschungsschwerpunkte sind die Umwelt- und die Tugendethik.

## Leben

### Herkunft, Ausbildung und Privatleben
Er wuchs als jüngstes von vier Kindern in Antioch (Kalifornien) auf und hatte in seiner Jugend die Absicht, Park Ranger zu werden. Seine Mutter war gläubige Mormonin und sein Vater arbeitete als Elektriker und war Mitglied des Benevolent and Protective Order of Elks.
Zunächst erwarb Larsen 1985 einen Bachelor of Arts in Sprachkommunikation (Schwerpunkt in Kritischem Denken und Debattieren) mit Nebenfach Wildtiermanagement an der Humboldt State University in Arcata (Kalifornien). Anschließend nahm er ein Studium der Kommunikationswissenschaft (Schwerpunkt in Rhetorik und öffentlicher Ansprache) an der California State University in Chico (Kalifornien) auf und erwarb dort 1987 seinen ersten Master of Arts. Für postgraduale Studien immatrikulierte er sich an der University of Colorado Boulder und belegte dort 1993 und 1994 Kurse in Menschenrechtskunde, Umweltethik und philosophischer Ästhetik. Sein Vorhaben, in Boulder zu promovieren, gab er allerdings nach einem Jahr wieder auf. Nach einer Wanderung auf dem Kalalau Trail auf der hawaiianischen Insel Kauaʻi und der begleitenden Lektüre des 1988 publizierten Buches Environmental ethics von Holmes Rolston III entschloss er sich, bei diesem an der Colorado State University in Fort Collins (Colorado) Philosophie mit Schwerpunkt auf Umwelt- und Entwicklungsethik zu studieren. Dort erwarb er im Frühjahr 1996 mit einer Abschlussarbeit zum Thema Environmental virtue ethics – Nature as Polis seinen zweiten Master of Arts. Im Alter von 50 Jahren wurde er schließlich unter der Betreuung seines Doktorvaters Mitchell S. Thomashow – mit der Verteidigung am 8. Juli 2011 – an der privaten Antioch University New England in Keene (New Hampshire) mit der Dissertation The role of nature in John Muir’s conception of the good life zum Ph.D. promoviert.
Larsen ist mit Carrie L. Larsen verheiratet, die als nurse practitioner für Allgemeinmedizin am Gesundheitszentrum der California State University in Chico arbeitet; das Paar hat zwei gemeinsame Kinder. Die Familie besitzt ein über 560 Hektar messendes Grundstück im gemeindefreien Gebiet und census-designated place Butte Creek Canyon zwischen Chico und Paradise. Ihr dortiges Haus wurde am Nachmittag des 8. November 2018 während des als Camp Fire bekannt gewordenen Waldbrandes zerstört.

### Berufliche Karriere
„Lassen Sie mich feststellen, dass das Grundkonzept der Ethik darin besteht, dass wir wenigstens die Effekte unserer Handlungen auf all jene berücksichtigen sollten, die von diesen Handlungen betroffen sind, und dass wir berücksichtigen sollten, dass die Erde ein Zuhause nicht nur für Menschen, sondern gleichermaßen für andere Tiere darstellt. Und wir waren nicht die besten Nachbarn. Wir waren nicht die besten Mieter. Wenn wir mit einer jährlich zu verlängernden Pacht auf diesem Planeten leben würden, wären wir schon vor langer Zeit zwangsgeräumt worden. Und wir könnten ein wenig Demut, ein wenig Perspektive, ein wenig Gemeinschaftsgefühl, einen Sinn für guten Willen gebrauchen.“

Larsen war seit Mitte der 1980er Jahre an verschiedenen akademischen Einrichtungen als Ausbilder beziehungsweise Dozent tätig, an denen er entweder Sprachkurse oder philosophische, umweltethische, kommunikationswissenschaftliche sowie religionswissenschaftliche Seminare und Vorlesungen anbot:
- 1985–1991: California State University (Chico, Kalifornien) – Institut für Kommunikation
- 1986–1991 & 1994–1999: Butte Community College (Oroville, Kalifornien)[9]
- 1993: Front Range Community College (Boulder, Colorado)
- 2011–2014: Ashford University (San Diego, Kalifornien) – Institut für Philosophie
- 2013–2015: Yuba College (Marysville, Kalifornien) – Institut für Philosophie
- 2013–2015: California State University (Sacramento, Kalifornien) – Institut für Philosophie

Während seines ersten Arbeitsverhältnisses an der California State University in Chico (Kalifornien) agierte er neben seiner Lehrtätigkeit auch als Trainer des Debattierclubs. Im Jahr 2000 kehrte er schließlich an die Universität zurück und lehrt seitdem als Dozent am dortigen Institut für Philosophie.
Randy Larsen gilt als einer der profiliertesten Umweltethiker der Vereinigten Staaten. In seinen Forschungen und Veröffentlichungen spricht er sich für einen stärkeren Respekt gegenüber der Naturwelt aus. Er sieht die Herausbildung seines Fachgebietes – der Ethik – als Versuch, eine überzeugende rationale Antwort auf den Anspruch „Macht geht vor Recht“ (en.: „Might makes right.“) zu etablieren. Während wir die negativen Auswirkungen dieses Satzes in Hinblick auf Phänomene wie Rassismus und Sexismus erkennen würden, sei dies bezüglich der natürlichen Umwelt nicht gegeben. Davon ausgehend sieht Larsen das gravierende Problem des Speziesismus, dessen Grundlagen der australische Philosoph Peter Singer definiert hat. Larsen weist auf die anthropozentristische Sichtweise des Menschen hin und nennt als Beispiel die Unabhängigkeitserklärung der Vereinigten Staaten, in deren zweitem Absatz es heißt „dass alle Menschen gleich erschaffen worden“ (en.: „all Men are created equal“) – es ist dort allerdings von keinen anderen Lebewesen als dem Menschen die Rede.

### Aktivismus
Larsen ist seit den 1980er Jahren vielfältig im Naturschutz engagiert und bringt sich auch regelmäßig in kommunalpolitischen Diskussionen ein, die Umweltthemen betreffen. Nach seinem ersten Masterabschluss war er zwischen 1988 und 1991 als Lobbyist für die Naturschutzorganisation Sierra Club tätig. Unter anderem beteiligte er sich an Protesten, um den Bau eines Ski-Resorts in unmittelbarer Nähe zum Yellowstone-Nationalpark zu verhindern. Die Kampagne war letztlich zwar erfolgreich, Larsen zeigte sich jedoch unzufrieden mit der Argumentationsführung der Organisation und zog sich daher aus der Lobbyarbeit zurück. Er blieb dem Sierra Club aber auch in den folgenden Jahren verbunden. Von 1991 bis 1993 arbeitete Larsen als Assistent des Präsidenten der International Development Ethics Association (IDEA). In dieser Funktion zeichnete er maßgeblich verantwortlich für die Organisation der dritten internationalen Konferenz, die im Juni 1992 in der honduranischen Hauptstadt Tegucigalpa abgehalten wurde und ethische Fragen in Bezug auf Öko-Entwicklung (en.: eco development) thematisierte. Als Redner traten unter anderem Frederik Willem de Klerk, Desmond Tutu, Óscar Arias Sánchez, Nelson Mandela und Vandana Shiva auf.
Von 1995 bis 1997 gehörte Larsen dem Board of Directors des Butte Environmental Council an. Im Juli 2000 beteiligte er sich im Stadtrat von Chico an der Diskussion um die Verlängerung einer Straße in einem Gewerbegebiet im Süden des Stadtgebietes, durch die der Comanche Creek negativ beeinflusst worden wäre, und sprach sich gegen die Ideen aus. Letztlich wurden sie nicht umgesetzt. Gleichsam meldete er sich im Mai 2002 anlässlich der Diskussion um die Verbreiterung eines Straßenabschnittes im Nordosten Chicos zu Wort. Im Juli 2007 schrieb er einen Leserbrief in der Tageszeitung Chico Enterprise-Record, in dem er die Entscheidung des Stadtrates für ein Neubaugebiet im Norden der Stadt scharf kritisierte. Dabei sollten zweieinhalb Hektar an Feuchtgebieten mit wertvollen temporären Stillgewässern am Sycamore Creek bebaut werden. Larsen unterstützte im Oktober 2012 er mit einem offenen Brief in der Tageszeitung Chico Enterprise-Record die Demokratin Tami Ritter bei ihrer letztlich erfolgreichen Kandidatur für den Stadtrat.

### Tätigkeit beim Radio
Erste Erfahrungen im Hörfunk sammelte Larsen während seines Bachelorstudiums an der Humboldt State University, als er Live-Spielberichte für die Humboldt Crabs, das Sommer-Baseballteam er Universität, produzierte. Mitte der 1990er Jahre trat er an den Programmdirektor des konservativen Talkradiosenders KPAY in Chico heran und unterbreitete ihm das Konzept einer auf Umweltthemen fokussierten Radiosendung, erhielt allerdings eine Absage. Er konnte seine Ideen beim eher progressiven und ebenfalls in Chico ansässigen Sender KZFR umsetzen und 1994 entstand so die Sendung EcoTalk.
Im Jahr 1998 wurde die Sendung im Rahmen einer Content-Syndication vom Network Pacifica Radio übernommen und landesweit ausgestrahlt. So hatten beispielsweise im Juni 2001 67 Radiostationen Zugriff auf Larsens Produktion. Die Gestaltung des 90-minütigen Programmes war sehr frei und variierte von Zeit zu Zeit. In der Regel bestand sie aus einer Kombination von Live-Interviews sowie philosophischen und umweltorientierten Monologen Larsens, die dieser auf Spaziergängen durch die Natur in der Region um Chico voraufgezeichnet hatte. Im Laufe der Jahre führte er Hunderte Gespräche, unter anderem mit dem Schriftsteller und Umweltaktivisten Gary Snyder, dem Filmhistoriker, Journalisten und Schriftsteller Ernest Callenbach, der Feministin, Umweltaktivistin und Basisgewerkschafterin Judi Bari und mit der Umweltaktivistin Julia Butterfly Hill. Letztere Begegnung fand während Hills Besetzung eines Küstenmammutbaums in knapp 60 Metern Höhe statt. Schließlich beendete Larsen 2006 EcoTalk, da er sich verstärkt auf die Ausarbeitung seiner Dissertation konzentrieren wollte.

## Auszeichnungen
- 1984: Debattierer des Jahres der Humboldt State University
- 1985: Debattierer des Jahres der Humboldt State University
- 1985: Nationaler Sieger in der Disziplin „Informative Speaking“ beim National Individual Events Tournament der American Forensics Association[15]
- 1996: Northern California Environmental Journalist of the Year Award (verliehen vom Sierra Club)
- 2004: Outstanding Environmental Education Award (verliehen vom Rotary Club Chico)
- 2005: Outstanding Environmental Journalism of the Year Award (verliehen von Pacifica Radio)